# 빌리 로드
빌리 로드(영어: Billie Lourd, 1992년 7월 17일 ~ )는 미국의 배우이다. 배우 캐리 피셔의 딸이다.

## 출연 작품
- 빌리어네어 보이즈 클럽 - 로잔나 역
- 북스마트